# Roger Tory Peterson

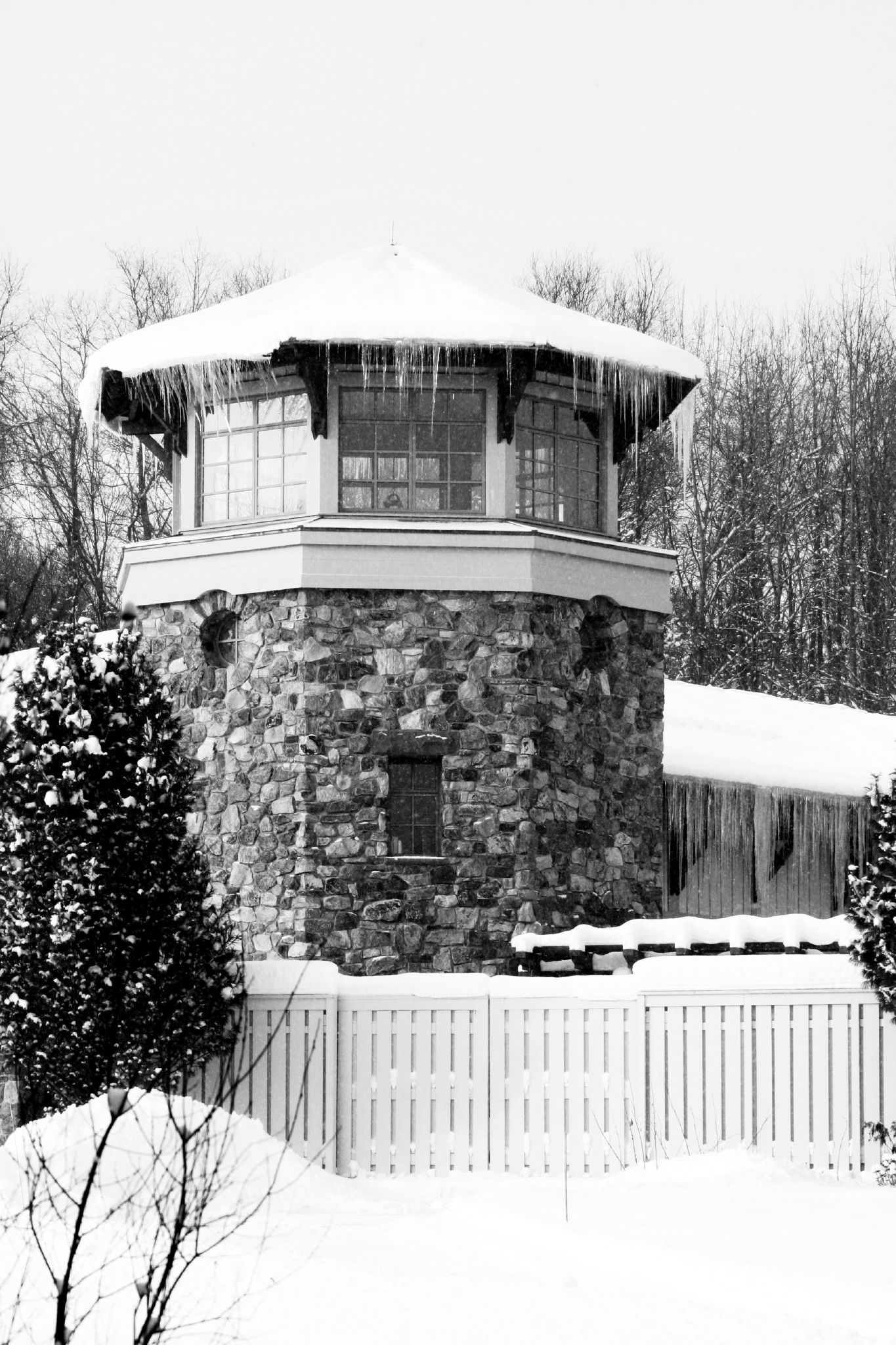
Roger Tory Peterson Institute

Roger Tory Peterson (* 28. August 1908 in Jamestown (New York); † 28. Juli 1996 in Old Lyme, Connecticut) war ein US-amerikanischer Ornithologe, Naturforscher und Illustrator.

## Leben
Peterson verlor früh seinen aus Schweden eingewanderten Vater und arbeitete anfangs als Vertreter. Er interessierte sich schon auf der Schule für Vogelbeobachtung und studierte Malerei und Zeichnen in New York City an der Art Students League (1927–1928) und der National Academy of Design (1929–1931). Er knüpfte Kontakte zu anderen Ornithologen und wurde Lehrer für Zeichnen und Naturwissenschaften an der Rivers School in Brookline (Massachusetts).
1925 erschien sein erster Aufsatz über Ornithologie und 1934 sein Buch Guide to the Birds im Verlag Houghton Mifflin, das für das Genre prägend und ein Bestseller wurde (allein in der ersten Woche wurden 2000 Exemplare verkauft), in mehreren Auflagen über mehrere Jahrzehnte erschien und dem viele weitere Bestimmungsbücher von ihm folgen sollten. Er zeichnete die meisten Illustrationen selbst und entwickelte auch eine Reihe von Peterson Field Guides auf anderen Gebieten und ein nach ihm benanntes Bestimmungssystem (Peterson Identification System), das für Amateur-Naturbeobachter und für die Identifikation aus der Ferne gedacht war. In Deutschland ist er vor allem als Ko-Autor von Die Vögel Europas im Parey-Verlag bekannt.

## Dedikationsnamen und Ehrungen
Er war mehrfacher Ehrendoktor, erhielt die Eisenmann Medal der Linnean Society of New York und 1980 die Presidential Medal of Freedom und den niederländischen Orden der Goldenen Arche. Ein 1984 gegründetes Institut in Jamestown ist nach ihm benannt, das vor allem Bildungszwecken dient und Petersons Lebenswerk fortsetzen soll, und die American Birding Association vergibt ab 2000 den Roger Tory Peterson Award. 1996 ehrte John W. Fitzpatrick Peterson im Artepitheton der Zimtkreischeule (Otus petersoni).

## Schriften
- A Field Guide to the Birds of Eastern and Central North America (Houghton Mifflin‚ fifth edition. 2002, earlier editions 1934‚ 1939‚ 1941‚ 1947‚ 1980‚ 1994)
- The Field Guide Art of Roger Tory Peterson, 2 Bände,  Easton Press, 1990
- mit Anthony W. Diamond, Rudolf L. Schreiber, Walter Cronkite: Save the Birds, Houghton Mifflin‚ 1987
- Peterson First Guide to Wildflowers of Northeastern and North-central North America, Houghton Mifflin‚ 1986
- Peterson First Guide to Birds of North America, Houghton Mifflin‚ 1986
- mit Virginia Peterson: The Audubon Society Baby Elephant Folio,  Abbeville Press‚ 1981
- Penguins, Houghton Mifflin‚ 1979
- Birds of America, National Audubon Society‚ 1978
- mit Edward Chalif: A Field Guide to Mexican Birds, Houghton Mifflin, 1973 (spanische Ausgabe 1989)
- mit Margaret McKenny: A Field Guide to Wildflowers of Northeastern and North-central North America, Houghton Mifflin‚ 1968
- mit James Fisher: The World of Birds, Doubleday‚ 1964
- A Field Guide to Western Birds, Houghton Mifflin, 1941, Neuauflage 1961
- A Field Guide to the Birds of Texas and Adjacent States, Houghton Mifflin‚ 1960, Neuauflage 1963
- A Bird-Watcher's Anthology , Harcourt Brace‚ 1957
- mit James Fisher: Wild America, Houghton Mifflin, 1955
- mit Guy Mountfort, P. A. D. Hollom: A Field Guide to the Birds of Britain and Europe, William Collins 1954 (Neuauflage mit James Ferguson-Lees, D. Ian M. Wallace 1965 und öfter)
  - Deutsche Ausgabe: Die Vögel Europas, Verlag Paul Parey, Hamburg und Berlin, 9. Auflage 1970, ISBN 3-490-05518-7.
- Wildlife in Color, Houghton Mifflin‚ 1951
- How to Know the Birds, Houghton Mifflin‚ 1949
- Birds Over America, Dodd, Mead and Company‚ 1948, Neuauflage 1964
- A Field Guide to Western Birds, Houghton Mifflin‚ 1941, Neuauflage 1961‚ 1990
- mit John H. Baker: The Audubon Guide to Attracting Birds, National Audubon Society‚ 1941